# Polícia Ferroviária Federal
Polícia Ferroviária Federal (PFF) é uma instituição policial ostensiva federal brasileira cuja principal função é garantir a segurança com cidadania nas ferrovias federais e em áreas de interesse da União, previsto na Constituição Federal mas ainda não instituído integralmente, seja administrativamente ou funcionalmente.
Sua principal função é proteger a malha ferroviária do país, atuando na prevenção de atos de vandalismo e crimes de todos os tipos. Entretanto, atualmente a Policia Ferroviária Federal não existe de fato, não há o órgão fisicamente formado e não existe quadro de funcionários.

## História

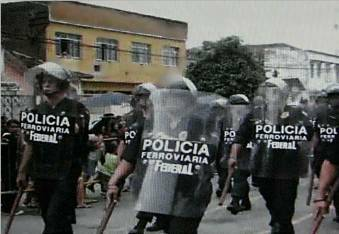
Agentes em desfile

Foi criada em 1852, por meio do Decreto nº 641, de 26 de junho de 1852 assinado pelo imperador Dom Pedro II, inicialmente com a denominação de Polícia dos Caminhos de Ferro, com a responsabilidade de cuidar das riquezas do Brasil, que eram transportadas em trilhos de ferro. Ela foi a primeira corporação policial especializada do país. A Lei nº 8.028, de 12 de abril de 1990 criou o Departamento de Polícia Ferroviária Federal (DPFF). Hoje em dia, poucos brasileiros conhecem a PFF, como é chamada. Seu contingente é de aproximadamente 1.200 agentes, muitos deles cedidos de outros órgãos de governo, sendo poucos os membros, de fato, policiais ferroviários.
Ocorre que, atualmente, não existe cargo público provido de policial ferroviário federal, sendo certo que os empregados públicos da Rede Ferroviária Federal (RFFSA), Companhia Brasileira de Trens Urbanos (CBTU) e Metrô de Porto Alegre (TRENSURB), são considerados "agentes de segurança públicos ferroviários". Por sua atividade ser regida por leis antigas, aguardam sua transferência para o Ministério da Justiça e Segurança Pública, pois por omissão do Governo Federal ainda se encontram subordinados aos Ministérios do Desenvolvimento Regional e do da Infraestrutura. Todos são detentores de emprego público regidos pela Consolidação das Leis do Trabalho (CLT), por grave equívoco dos legisladores e da administração pública federal que hoje buscam corrigir esta situação. Na Bahia, há um grupo de seis policiais ferroviários que foram transferidos para a Prefeitura de Salvador e depois para o Governo do Estado, atualmente chefiam a Coordenadoria de Segurança e coordenam os vigilantes terceirizados, sem deixar de ser policiais ferroviários, apenas não utilizando o termo "federal".
A história da Polícia Ferroviária confunde-se com a de sua coirmã a Polícia Rodoviária Federal, pois, também, eram até 1996 considerados patrulheiros rodoviários em regime celetista, oriundos do Departamento Nacional de Estradas de Rodagem (DNER) que era uma autarquia civil de administração das estradas e rodovias federais.
A Portaria nº 76, de 13 de janeiro de 2012, assim dispõe:
"O Secretário Executivo do Ministério da Justiça e Segurança Pública, no uso de suas atribuições e tendo em vista o contido na Portaria Ministerial nº 2.158, de 28 de setembro de 2011, publicada em 29 subsequente, considerando a necessidade de ultimar os procedimentos necessários à implementação do disposto no § 8º, do art. 29, da Lei nº 10.683, de 28 de maio de 2003, resolve:
Art. 1º Tornar pública as relações de profissionais da Segurança Pública Ferroviária, em exercício em 11 de dezembro de 1990, fornecidas pelos então empregadores, a saber:
Rede Ferroviária Federal - RFFSA, em Anexo I;
Companhia Brasileira de Trens Urbanos - CBTU, em Anexo II; e
Empresa de Trens de Porto Alegre - TRENSURB, em Anexo III."

### Polícia não implantada
Atualmente, segundo os delegados federais Eduardo Passos e Bernardo Torres, Não existe policial ferroviário federal na ativa, tratando-se somente de agentes concursados para atividades de segurança metroviária, sem poder de polícia estabelecido em legislação, embora esteja previsto no artigo 144 da Constituição Federal, ainda não fora implantada uma entidade pública denominada Departamento de Polícia Ferroviária Federal, logo, mesmo concursados, agentes metroviários não podem portar armas ou fardamento de polícia, sequer exercer poder de polícia.

### Legislação
A Constituição brasileira de 1988 traz em seu artigo 144, parágrafo 3º, texto em que dispõe sobre a Polícia Ferroviária Federal como instituição constitucional permanente, dentre os órgãos da segurança pública do país:
§ 3º - A Polícia Ferroviária Federal, órgão permanente, organizado e mantido pela união e estruturado em carreira, destina-se, na forma da lei, ao patrulhamento ostensivo das ferrovias federais.
Descendente da mais antiga polícia especializada do Brasil foi criada por D. Pedro II, numa visão histórica, chamada de Polícia dos Caminhos de Ferro.

### Cronologia
- 26 de junho de 1852: O imperador D. Pedro II cria a Polícia dos Caminhos de Ferro, por meio do Decreto nº 641 no estado de São Paulo.[4]

- 22 de abril de 1862: O conselheiro de Estado, senador do Império, ministro e secretário de Estado dos Negócios de Agricultura, Comércio e Obras Públicas, Dr. Manuel Felizardo de Sousa e Melo, com a regulamentação do Decreto nº 2913, amplia os poderes da Polícia das Estradas de Ferro, com a finalidade de dar segurança ao transporte de especiarias, café e a riqueza brasileira daquela época.

- 7 de setembro de 1922: A corporação passou a denominar-se Polícia e Segurança das Estradas de Ferro, por meio do Decreto nº 15.673.[10]

- 27 de julho de 1945: Passou a denominar-se Guarda Civil Ferroviária, criada pelo presidente Getúlio Vargas.

- 18 de janeiro de 1963: Passou a denominar-se Polícia das Estradas de Ferro, através do Decreto nº 2089, de 1963;[11]

- 11 de dezembro de 1973: São ampliados os poderes do policial ferroviário, que em caso de acidente, quando primeiro chegar ao local, poderá autorizar independente de exame pericial a imediata remoção das pessoas que tivessem sofrido lesão, bem como dos veículos nele envolvidos, se estiverem no leito da via pública e prejudicarem o trafego ferroviário.

- 5 de agosto de 1988: A nova constituição, prevê na Segurança Pública o órgão da Polícia Ferroviária Federal em seu Art. 144, inciso 3°.

- 26 de julho de 1989: O Decreto n° 97.993, de 26 de julho de 1989, do Presidente José Sarney, instituiu comissão interministerial, com a finalidade de apresentar anteprojetos de lei reestruturando a Polícia Rodoviária Federal e criando a Polícia Ferroviária Federal.[12]

- 1990: O Ministério da Justiça já tem bem adiantados os estudos sobre a estruturação e organização da Polícia Ferroviária Federal, em cumprimento ao estipulado no Inciso II, do Artigo 19, da Lei nº 8028/90.

- 6 de junho de 1991: Por determinação do Ministério da Justiça, o grupo RFFSA, CBTU e TRENSURB, separaram em um quadro a parte através de Resoluções de Diretoria nº 006, de 06 de junho de 1991, os integrantes do quadro da Polícia Ferroviária para transferência dos mesmos para o Ministério da Justiça, inclusive com previsão em cláusulas de vários acordos coletivos homologados pelos DRTs e Justiça do Trabalho.

- 19 de novembro de 1992: Criação do Departamento de Polícia Ferroviária Federal (DPFF), no âmbito do Ministério da Justiça, autorizada pela Lei nº 8.490, de 19 de novembro de 1992.

- 19 de fevereiro de 1993: O Decreto nº 761/93 deu a estrutura ao órgão.[13]

- 26 de outubro de 1993: A Portaria nº 417/MJ/93 editou as atribuições regimentais das unidades administrativas.

- 3 de julho de 1995: Foi elaborada uma proposta de emenda por vários parlamentares, transferindo os atuais policiais ferroviários, ainda vinculado ao Ministério dos Transportes, para o Ministério da Justiça.

- 28 de maio de 2003: A Lei nº 10.683 de 2003, Seção IV, Artigo 29, Inciso XIV, integrou a PFF na estrutura básica do Ministério da Justiça. Foi mantida a redação dada pela Lei nº 12.462, de 2011.[14]

- 1989: A Rede Ferroviária Federal (RFFSA) e Companhia Brasileira de Trens Urbanos (CBTU) divulgam lista de policiais ferroviários em atividade disponibilizando-os ao Ministério da Justiça para integrarem a recém reestruturada Polícia Ferroviária Federal pela Constituição de 1988.

- 13 de setembro de 2005: O Decreto nº 5.535, em seu anexo I, Capítulo I, Artigo 1º, Inciso IV, determinou como área de competência do Ministério da Justiça a Polícia Ferroviária Federal, porém no Artigo 2º, no que se refere a estrutura organizacional daquele Ministério não contemplou o Departamento.[15]

- 15 de março de 2007: O Decreto nº 6.061, de 15 de março de 2007, definiu a Estrutura Regimental e o Quadro Demonstrativo dos Cargos em Comissão e das Funções Gratificadas do Ministério da Justiça, dando outras providências, no Art. 1º e anexos I, Cap. I, item IV.

- 13 de junho de 2007: O ministro Tarso Genro, por ordem do presidente Luiz Inácio da Silva, constituí Grupo de Trabalho Interministerial, pela Portaria nº 1.104/2007, para apresentar projeto de estruturação da PFF, em comum acordo com órgãos envolvidos.

- 1 de abril de 2008: Tratativas da estruturação e do aproveitamento dos atuais quadros da Polícia Ferroviária Federal pelo resgate histórico, dado pela Portaria nº 702 da seção do Ministério da Justiça, considerando as conclusões do grupo de trabalho, instituído pela Portaria nº 1.104.

- A Advocacia-Geral da União (AGU) se pronuncia no seu parecer AGU/AFC Nº01/2009, processo administrativo 00400.001255/2009-23, que a criação da PFF tem previsão constitucional, a estruturação e elaboração do plano de cargos e salários devem observar o interesse e a justificativa do Ministério da Justiça, bem como os profissionais poderiam ser incluídos em quadros especiais. Este processo está em fase de reconsideração.

- 4 de junho de 2010: O secretário executivo do Ministério da Justiça, Rafael Thomaz Favetti, determina através da Portaria nº 855/2010, criar Grupo de Estudos para examinar as reais necessidades de segurança especializada em ferrovias e a forma de transferência dos analistas, assistentes e agentes de seus órgãos de origem para o Ministério da Justiça.

- 14 de janeiro de 2011: O ministro da Justiça José Eduardo Cardozo, através da Portaria n° 4 institui, no âmbito do Ministério da Justiça grupo de trabalho para a elaboração de diagnóstico nacional de segurança da malha ferroviária federal.

- 7 de fevereiro de 2011: O ministro da Justiça José Eduardo Cardozo, através da Portaria n° 115, resolve designar os membros para compor o Grupo de Trabalho instituído pela Portaria MJ nº 04, de 17 de janeiro de 2011.

- 8 de março de 2011: A presidente Dilma Rousseff, o ministro da Justiça José Eduardo Cardozo, entre outros ministros de Estado, determina nova organização do Ministério da Justiça conforme disposto pela Lei 10.683/2003, através da MP 527. Na redação passa integrar na estrutura básica do Ministério da Justiça, Art. 29, XXI, ... o Departamento da Polícia Ferroviária Federal (DPFF).

- 15 de junho de 2011: Aprovação da Medida Provisória 527 e das Emendas de n.ºs 1 e 13, na forma do Projeto de Lei de Conversão N°17. Emenda Aditiva 013 com autoria do Deputado João Paulo Cunha (PT), adicionando-se ao inciso 8º, ao Art. 29º, da Lei 10.863, de 28 de maio de 2003, passando a ter a seguinte redação:

"§ 8º - Os profissionais da Segurança Pública Ferroviária oriundos do grupo Rede Ferroviária Federal - RFFSA, da Companhia Brasileira de Trens Urbanos - CBTU e da Empresa de Trens Urbanos de Porto Alegre - TRENSURB, que estavam em exercício em 5 de dezembro de 1990, passam a integrar o Departamento de Polícia Ferroviária Federal, do Ministério da Justiça."
- 6 de julho de 2011: Votação do PLC N° 17 proveniente da Medida Provisória nº 527, de 2011. Discussão, em turno único e aprovado o PLV no Senado Federal.

- 4 de agosto de 2011: A presidente Dilma Rousseff, na origem, que restitui o autógrafo da matéria, sanciona e transforma na Lei nº 12.462, de 4 de agosto de 2011.

- 28 de setembro de 2011: O ministro da Justiça José Eduardo Cardozo, através da Portaria n° 2.158, resolve instituir Grupo de Trabalho com o objetivo de analisar alternativas para a implementação do disposto no §8º, do art. 29, da Lei nº 10.683, de 28 de maio de 2003, incluído pela Lei nº 12.462, de 5 de agosto de 2011, elaborar plano de trabalho e efetuar as recomendações aos órgãos competentes.

- 24 de novembro de 2011: O ministro da Justiça José Eduardo Cardozo, através da Portaria n° 2.585, resolve prorrogar por 60 (sessenta) dias o prazo de que trata o art. 6º da Portaria nº 2.158.

- 13 de janeiro de 2012: O secretário executivo do Ministério da Justiça, através da Portaria n° 76, publica as relações dos profissionais de Segurança Pública Ferroviária em exercício em 11 de dezembro de 1990 da Rede Ferroviária Federal (RFFSA), Companhia Brasileira de Trens Urbanos (CBTU) e Metrô de Porto Alegre (TRENSURB).[6]

- 24 de agosto de 2012: 278 policiais ferroviários foram reintegrados pela Justiça no Rio de Janeiro, que determinou que sua transferência para a Companhia Fluminense de Trens Urbanos (Flumitrens) e posterior demissão foi inconstitucional, já que todos os PRF na ativa em 1990 foram deixados em disponibilidade para integrar o quadro da recém reestruturada Polícia Ferroviária Federal em 1988. Atualmente estão laborando na CBTU STU de Belo Horizonte.[16][17][18]

### Privatização das ferrovias brasileiras
Com a privatização das ferrovias brasileiras em 1996, o seu efetivo foi reduzido de 3.200 para 1.200 policiais em todo o país, para fiscalizar cerca de 26 mil quilômetros de trilhos, destinados ao transporte de cargas.

## Plano de Carreira
Um Projeto de Lei do Senado – PLS 150/2003 – intentava com a criação de um plano de carreira para a Polícia Ferroviária, com os cargos de Agente e Inspetor de Polícia Ferroviária Federal. O projeto foi arquivado em 27 de março de 2015, assim sendo, ainda, não existe um plano de carreira da Polícia Ferroviária Federal.